# La Roque-Gageac
La Roque-Gageac – miejscowość i gmina we Francji, w regionie Nowa Akwitania, w departamencie Dordogne, położona nad rzeką Dordogne.
Według danych na rok 1990 gminę zamieszkiwało 447 osób, a gęstość zaludnienia wynosiła 62 osób/km² (wśród 2290 gmin Akwitanii La Roque-Gageac plasuje się na 752. miejscu pod względem liczby ludności, natomiast pod względem powierzchni na miejscu 1266.).

## Zabytki

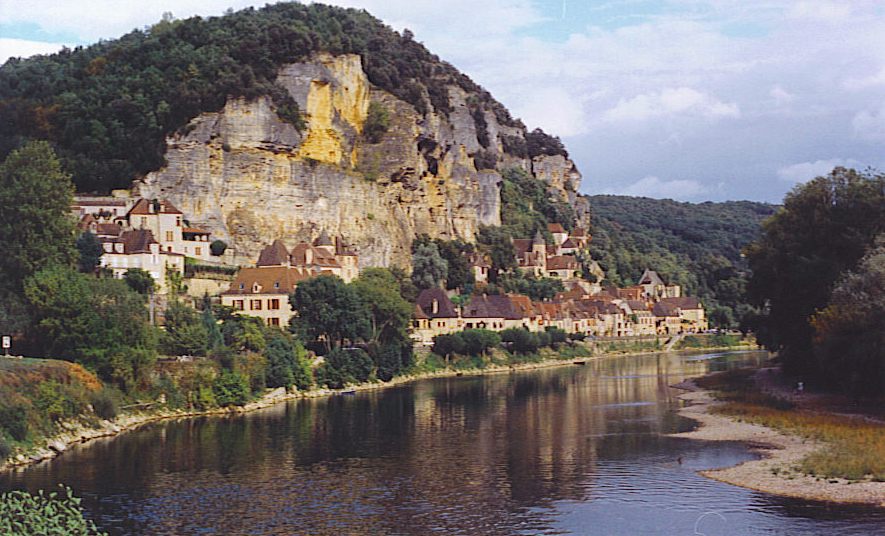
Groty w skałach

Na terenie miejscowości znajdują się groty zamieszkiwane przez jaskiniowców, ruiny Zamku Biskupów Sarlat oraz Zamek Tarde z XV wieku, który od 1951 roku znajduje się na liście Zabytków historycznych.